# دافينا فيرونيكا
دافينا فيرونيكا (بالإندونيسية: Davina Veronica)‏ هي ممثلة إندونيسية، ولدت في 20 أكتوبر 1978 في جاكرتا في إندونيسيا.

## وصلات خارجية
- دافينا فيرونيكا على موقع IMDb (الإنجليزية)
- دافينا فيرونيكا على موقع قاعدة بيانات الفيلم (الإنجليزية)